# Pearle
Pearle är en sammanslutning av arbetsgivarorganisationer  inom scenkonsten i Europa. Organisationen har kontor i Bryssel.
Genom sina medlemsorganisationer representerar Pearle över 10000 arbetsgivare inom bland annat musik, teater, dans och opera. Totalt sysselsätter dessa arbetsgivare över 1,2 miljoner arbetstagare.
Pearle företräder sina medlemmar i arbetsgivar- och branschfrågor på europeisk nivå. Dessutom fungerar organisationen som ett nätverk för medlemmarna och arrangerar bland annat utbildningar.
Organisationen grundades 1991.